# Alimena
Alimena é uma comuna italiana da região da Sicília, província de Palermo, com cerca de 2.494 habitantes. Estende-se por uma área de 59 km², tendo uma densidade populacional de 42 hab/km². Faz fronteira com Blufi, Bompietro, Gangi, Petralia Soprana, Petralia Sottana, Resuttano (CL), Santa Caterina Villarmosa (CL), Villarosa (EN).

## Demografia
| Variação demográfica do município entre 1861 e 2011                               |
|                                                                                   |
| Fonte: Istituto Nazionale di Statistica (ISTAT) - Elaboração gráfica da Wikipedia |